# Ренессанс (мультфильм)
«Ренессанс» («Возрождение») — мультипликационный фильм Кристиана Волькмана в стилях киберпанк и нуар. Выпущен в 2006 году.
Совместное производство Франции, Великобритании и Люксембурга.
Съемки проводились с использованием метода захвата движения (англ. motion capture), при съёмках было задействовано 40 актёров. Декорации и модели персонажей были сделаны в 3D, а монохромный эффект достигнут за счет эффекта сэл-шейдинг.

## Сюжет
Действие происходит в Париже в 2054 году.
В центре сюжета — инспектор парижской полиции Бартоломью Карас. Он расследует похищение 22-летней Илоны Тасуевой, сотрудницы могущественной корпорации «Авалон». В ходе расследования инспектор Карас встречается с различными людьми, с которыми Илона общалась перед похищением.
Пол Делленбах — вице-президент компании «Авалон», в которой работала Илона. Делленбах не проливает свет на её деятельность, отвечая, что, как и другие сотрудники компании, она лишь пыталась «принести пользу всем».
Йонас Мюллер — бывший сотрудник «Авалона», где занимался поиском лекарства от болезни прогерии (ускоренное старение). После «Авалона» Мюллер работает в медицинской клинике. Илона помогала ему в клинике, а он помогал ей с её исследованиями.
Сестра Илоны, Бислана, рассказывает Карасу о детстве Илоны, о том, как её талант был с 13-летнего возраста замечен компанией «Авалон». Бислана сама работает в Авалоне. Пользуясь своим положением, она находит для Караса информацию об исследованиях доктора Мюллера — поиск лекарства от прогерии.
Димитрий Островский — бармен клуба, возле которого была похищена Илона. Димитрий украл для Илоны папку с информацией об исследованиях доктора Мюллера. После того, как он рассказывает об этом Бислане, его убивают сотрудники службы безопасности «Авалона».
В ходе расследования Карас встречается с бывшим соратником Йонаса Мюллера доктором Накатой и выясняет, что целью исследований, которые проводил доктор Мюллер, было не поиск лекарства от прогерии, а поиск человеческого бессмертия. Учёный, однако, уничтожил все результаты своей работы, поняв, какую опасность они представляют в руках компании «Авалон». Илона, продолжив исследования Мюллера, вновь подошла к порогу открытия бессмертия. Доктор, действуя вместе со своим больным прогерией братом, похищает Илону, чтобы не дать ей довести её исследования до конца. Однако убить её Мюллер не смог.
Карас освобождает Илону, но его ранят солдаты «Авалона». Он уговаривает Илону остановить исследования, но она не соглашается. Тогда Карас, чтобы не дать «Авалону» получить власть над бессмертием, убивает Илону. Брат Мюллера скрывается в темноте злачных парижских районов, а на улицах освещенных проспектов по-прежнему можно видеть рекламные ролики «Авалона».

## В ролях
| Актёр            | Роль            |
| ---------------- | --------------- |
| Дэниел Крейг     | Карас           |
| Ромола Гарай     | Илона           |
| Иэн Холм         | Йонас Мюллер    |
| Кеворк Маликян   | Нусрат Фарфелла |
| Кэтрин Маккормак | Бислана         |
| Джонатан Прайс   | Пол Делленбах   |